# Ford Trimotor

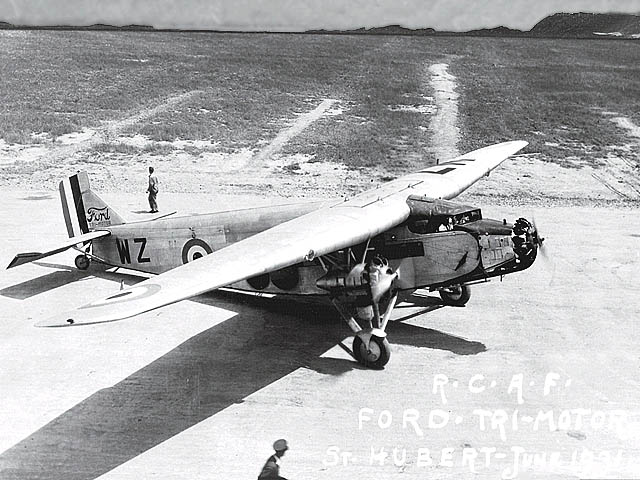
Ford Trimotor ВПС Канади, червень 1931

Ford Trimotor (Форд Трімотор) на прізвисько Tin Goose (англ. Бляшаний Гусак) — американський пасажирський літак, суцільнометалевий тримоторний підкісний моноплан, що виготовлявся серійно в 1927—1933 рр. компанією Генрі Форда Ford Airplane Company. Усього було випущено 199 екземплярів. Ford Trimotor, перший економічно вигідний авіалайнер США, перебував в експлуатації до 1989 року (останній оператор в 1966—1989 — поштова служба острова Реттлснейк, США).

## Історія
У 1925 р. група з 19 інвесторів на чолі з Генрі Фордом придбали авіаційну фірму Stout Metal Airplane Company, що будувала одномоторні літаки, близькі до проектів Гуго Юнкерса і мала досвід будівлі експериментальних суцільнометалевих машин. Форд, прислухавшись до порад сина, Едсела, вклав гроші у розвиток масового пасажирського авіатранспорту, якого тоді ще не існувало. У тому ж 1925 році Форд організував змагання на витривалість машин, де переміг новітній (1924) три-моторний Fokker F. VII. За ініціативою Форда схема Fokker F. VII - підкісного високоплану з мотогондолами, підвішеними на підкоси — була взята за основу конструкторами Stout, і літак Форда виявився зовні дуже схожий на голландський зразок.
Перший тримоторний прототип піднявся в небо 11 червня 1926. На відміну від фанерного Fokker F. VII, фордівські літаки були суцільнометалевими, з характерною обшивкою крил і фюзеляжу з гофрованого алюмінію. Перші Форди (Ford 4AT) комплектувалися двигунами Wright J-4 (200 к.с.) і Wright R-975-1 (300 к.с.); основна серія (Ford 5AT) комплектувалася потужними Pratt & Whitney R-1340 (420 к.с.). У стандартній пасажирської конфігурації Trimotor ніс екіпаж з трьох осіб (пілот, другий пілот і стюардеса) і 8-9 пасажирів. Тяги для керування рулями проходили зовні фюзеляжу; індикатори режиму роботи двигунів розташовувалися безпосередньо на двигунах.

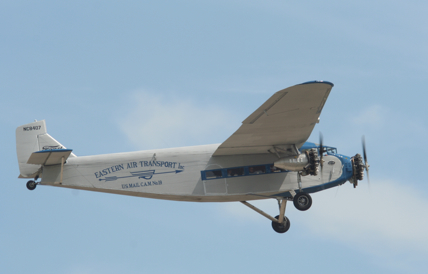
Відновлений Ford 4-AT-E Trimotor "NC8407" 1929 року

У 1929 році компанія Transcontinental Air Transport, попередник Trans World Airlines, першим розпочала регулярну експлуатацію Ford Trimotor на пасажирській лінії Сан-Дієго—Нью-Йорк. 27-28 листопада 1929 Річард Берд, який керував Ford Trimotor, безпечно досяг Південного полюса. Після катастрофи пасажирського літака Fokker 31 березня 1931 р. регулярні польоти всіх Fokker в США були заборонені, і Ford Trimotor на якийсь час став єдиним дозволеним до експлуатації авіалайнером.
Trimotor, будучи надійним і економічним літаком для свого часу, безнадійно застарів до середини 1930-х років, коли були випущені принципово нові двомоторні Douglas DC-2 і Boeing 247. У 1933 Ford Airplane Company, що не мала в активі нових моделей, закрилася через падіння продажів після Великої депресії. Під час Другої світової війни заводи Форда в Віллоу-Ран масово будували бомбардувальники B-24 Liberator, у повоєнні роки Ford назавжди пішов з авіації.
З 199 вироблених літаків до наших днів збереглися 18, включаючи придатний для польотів № 10, 1927 року побудови, з бортовим номером C-1077. На ньому літали Чарльз Ліндберг, Амелія Ергарт і (пасажирами) президент США Франклін Делано Рузвельт і президент Мексики Плутарко Каллес. C-1077 був покинутий в 1936 р, десятиліттями стояв просто неба і був відновлений тільки в 1990-і роки.

## Льотно-технічні характеристики
|                               |                                                           |
| Параметр                      | Показник                                                  |
| Довжина, м                    | 15,32                                                     |
| Розмах крила, м               | 23,72                                                     |
| Висота хвоста, м              | 3,86                                                      |
| Площа крила, м²               | 77,6                                                      |
| Двигуни                       | Три дев'яти-циліндрових радіальних Pratt & Whitney R-1340 |
| Тяга                          | 3 по 420 к.с.                                             |
| Макс. швидкість, км/год       | 241                                                       |
| Крейсерська швидкість, км/год | 145                                                       |
| Дальність польоту, км         | 885                                                       |
| Висота польоту, м             | 5640                                                      |
| Вага порожнього, кг           | 3560                                                      |
| Макс. злітна вага, кг         | 6120                                                      |

## Порівнянні літаки
- Fokker F. VII (Fokker Trimotor)